# Паметник на Боримечката
Паметникът на Боримечката е мемориал, построен в околностите на град Клисура.
„Боримечката“ се намира малко след отклонението от Подбалканския път в посока към град Клисура, Пловдивска област, почти в началото на бунтовния град.
Паметникът е на Иван Танков, останал в народната памет и в творбите на Иван Вазов като Боримечката. Монументът е изработен по проект на Методи Измирлиев, по случай 100-годишнината от Априлското въстание, през 1976 г., и е открит официално едновременно с паметника на големия панагюрски революционер Павел Бобеков, чийто образ също е сътворен от Методи Измирлиев.
Около мемориала е изграден комплекс, ограден с декоративна ограда и направена входна порта, поставени са няколко пейки и маси за почивка. На 1 май ежегодно в града се прави възстановка на моменти от Априлското въстание. Имповизираните битки се водят около паметника, за да бъдат видени от всички жители и гости на Клисура.
Празниците се отбелязват в Клисура, като започват със заупокойна панихида в храм „Св. Никола“ и с литийно шествие. По време на празниците през 2022 г. е открита тематична изложба в Историческия музей, а на площад „20 април“ се провежда тържествен митинг-заря. Във възстановката на историческите събития от 1876 г. участват самодейни артисти от гражданството на град Клисура и доброволци от Националното дружество „Традиция“.